# Telesilla
Telesilla (altgriechisch Τελέσιλλα Telésilla) aus Argos war griechische Dichterin der 1. Hälfte des 5. Jahrhunderts v. Chr.
Nur wenige Verse ihrer Dichtungen sind erhalten geblieben. Das von ihr verwendete Versmaß (akephaler Glykoneus) wurde nach ihr Telesilleion benannt.
Plutarch erzählt unter Berufung auf Sokrates von Argos, Telesilla habe, als die Spartaner 510 v. Chr. in Argos eingefallen und die Männer der Stadt besiegt waren, die Frauen zum Kampf aufgerufen, sie bewaffnet und an deren Spitze die von Kleomenes und Demaratos geführten Spartaner besiegt.
Ihr zu Ehren und zur Erinnerung an diesen Kampf wurde im Tempel der Aphrodite in Argos eine Statue aufgestellt. Ebenfalls an dieses Ereignis soll das Fest der Hybristika in Argos erinnern, bei dem Männer Frauenkleider trugen und Frauen Männerkleider.